# جيان زولا
جيان زولا (بالإندونيسية: Gian Zola Nasrulloh) هو لاعب كرة قدم إندونيسي، ولد في 5 أغسطس 1998 في باندونغ في إندونيسيا. لعب مع Persela Lamongan ‏.

## وصلات خارجية
- جيان زولا على موقع قاعدة بيانات كرة القدم.إي يو (الإنجليزية)
- جيان زولا على موقع Soccerway.com (الإنجليزية)